# Soyouz TM-34
TM-34 est une mission Soyouz vers la Station spatiale internationale, la dernière avec le vaisseau spatial Soyouz-TM.

## Équipage
Décollage : 
- Yuri Gidzenko (3)

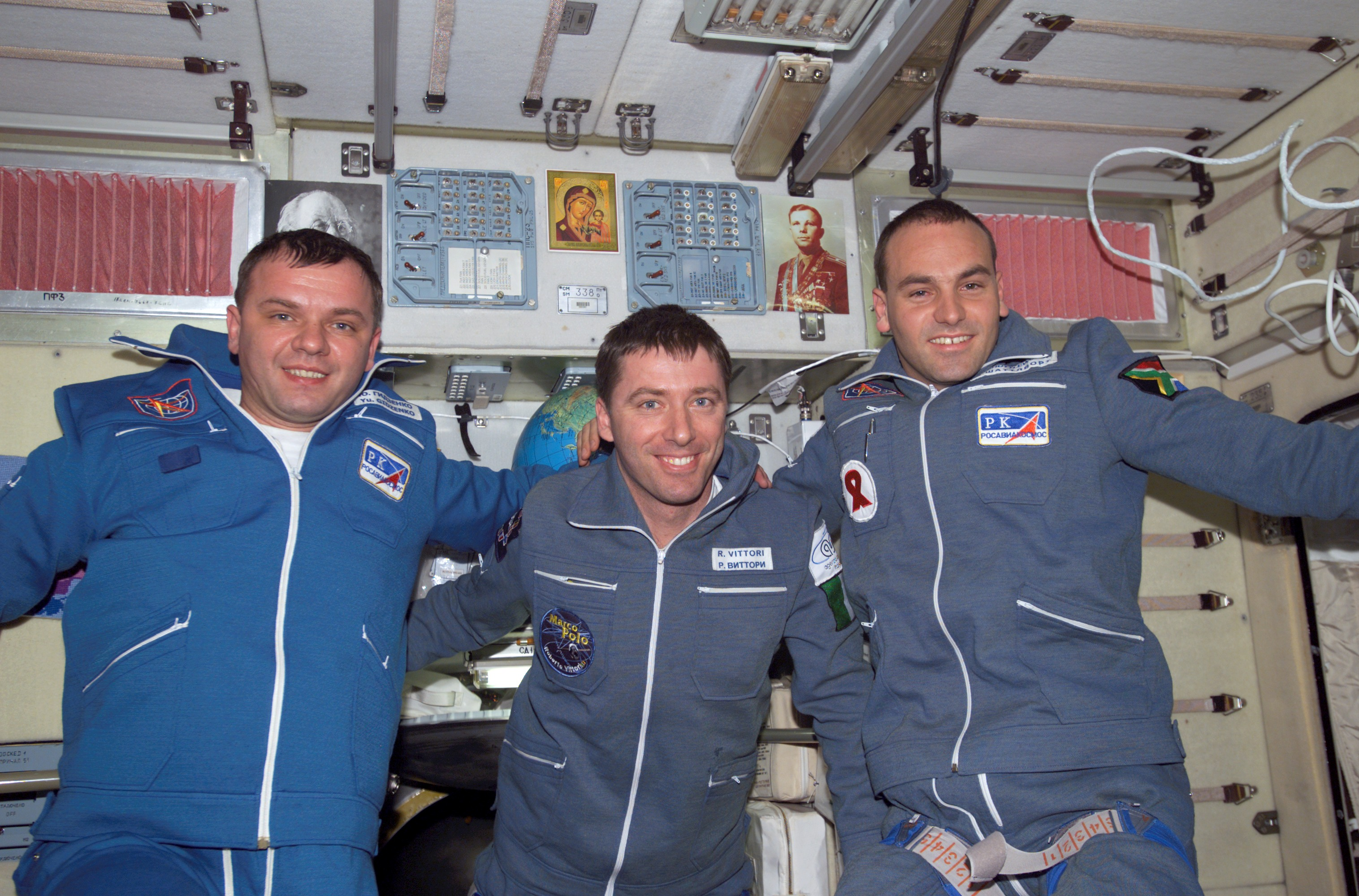
L'équipage de TM-34: Yuri Gidzenko, Roberto Vittori et Mark Shuttleworth

- Roberto Vittori (1) - ESA (Italie)
- Mark Shuttleworth (1) - Touriste (Afrique du Sud)

Atterrissage :
- Sergei Zalyotin (2)
- Frank De Winne (1) - ESA (Belgique)
- Iouri Lontchakov (2)